# Antonio Albacete
Antonio Albacete (Madrid, 15 gennaio 1965) è un pilota automobilistico spagnolo, nominato tre volte campione del Campionato europeo di trattori stradali e vincitore di cinque medaglie d'argento.
È figlio del pilota ed allenatore Antonio Albacete Alonso (1937-2004) e padre di Antonio Albacete Polo, vincitore della Kobe Motor Cup nel 2018.

## Inizi
Albacete ha avviato la sua carriera nel mondo dei motori con le corse di kart, partecipando al campionato spagnolo all'età di 15 anni; lì si qualificò secondo. Dopo l'esperienza con i kart, decide di orientarsi verso le corse automobilistiche, partecipando a varie gare. La prima è stata la Formula Fiesta, di cui è stato campione nel 1982. Quel trionfo gli aprì le porte al campionato mondiale di Formula Ford dell'anno successivo (1983), in occasione del quale ottenne il 5º posto. Nel 1986 è diventato campione spagnolo di Formula Ford. L'esperienza in Formula 3000 nel 1987, invece, non fu molto produttiva a causa del basso budget a disposizione (evento molto comune tra i piloti spagnoli dell'epoca); successivamente ottenne il 6º posto in classifica nel campionato di Formula 3000 nel 1989. Tra il 1990 ed il 1991 è stato proclamato campione del Campionato spagnolo di Formula Renault e secondo qualificato nel Campionato spagnolo di auto da turismo; nel 1993 è arrivato secondo classificato nel Campionato spagnolo di auto da turismo, gara in cui ha continuato a correre fino al 1996, utilizzando negli anni 3 differenti marchi: Opel, BMW ed infine Alfa Romeo. Nel 1996 è arrivato secondo nella Citroën ZX Super Cup.

## Gare di Camion

### Campionato europeo di corse di Camion
A partire dal 1997 la carriera professionale di Antonio Albacete si è spostata dal mondo delle corse di auto a quello dei camion; infatti, a partire da quell'anno, ha partecipato tutti gli anni, escluso il 2016, al Campionato europeo di camion. I suoi risultati sono andati migliorando anno dopo anno. Nel 1997 arrivò 7º, nel 1998 6º, nel 1999 5º, nel 2000 di nuovo 7º e nel 2001, finalmente, ottenne il suo primo grande trionfo, arrivando 3º nella classifica generale. Nel 2002 è tornato ad occupare il terzo gradino del podio, per poi vincere come primo classificato il campionato nel 2005 e nel 2006; durante questi anni era membro della scuderia Cepsa Truck Team, guidata dal direttore catalano Iván Croce.
Nel 2007 ha conquistato il titolo di campione europeo, ma la FIA glielo sottrasse. Con nove vittorie e 30 podi su 36 gare ha concluso il campionato ad un solo punto di distanza dal campione Markus Bösiger; giunse all'ultima gara con la necessità di qualificarsi perlomeno secondo e che Bösiger non ottenesse punteggio. Al principio venne proclamato campione, ma, a gara conclusa, Buggyra denunciò una manovra scorretta di Albacete nei confronti del compagno di Bösiger, David Vršecký, che provocò una sanzione di dieci secondi per Albacete, perdendo così la seconda posizione e, di conseguenza, perdendo l'intero campionato per un punto (è passato dall'essere campione con due punti di vantaggio ad essere secondo a Bösiger con uno di meno).
Nel 2008 fu terzo classificato con 11 vittorie e 32 podi su 40 gare, mentre nel 2009 è tornato ad essere secondo con 14 vittorie (record personale nell'ETRC) e 34 podi su 40 gare.
Nel 2010 si riqualifica campione dell'ETRC con il conseguimento di 10 primi posti, superando il tedesco Jochen Hahn.
Tra il 2011 ed il 2013 è tornato a competere con Jochen Hahn per il titolo dell'ETRC, ma in quegli anni ebbe la meglio il pilota tedesco. Particolarmente deludente è stato il 2013; nella prima gara era riuscito ad aumentare lo stacco tra lui ed Hahn, data la vittoria. Ciò nonostante, a causa di un grave incidente nel quale il suo abitacolo impattò frontalmente contro quello di Javier Mariezcurrena, Albacete fu costretto a ritirarsi alla seconda gara. Fortunatamente la domenica ha potuto gareggiare, grazie all'utilizzo del camion del suo compagno Markus Oëstriech, dato che il suo non soddisfaceva i requisiti di sicurezza della FIA. Il camion sostitutivo, però, non aveva lo stesso rendimento del suo; ha, infatti, concluso la corsa con pochi punti di distanza da Hahn durante l'ultima gara del campionato a Les Mans, ma lì il camion, che era stato ricostruito con grande rapidità, non ha avuto un buon rendimento, tanto che il pilota tedesco Hahn è riuscito a superare Albacete per solamente cinque punti.
Nel 2014 arrivò terzo. In quell'anno, oltretutto, la squadra, il cui proprietario era la Cepsa, divenne proprietà di Antonio Albacete e la Cepsa stessa finì per essere soltanto uno sponsor. Successivamente, nel 2015, a causa della notevole riduzione del rendimento del suo abitacolo, ottenne la quinta posizione.
Nel 2016 Antonio Albacete si vide costretto a ritirarsi dal Campionato europeo di Camion a causa dell'abbandono repentino da parte del suo sponsor Cepsa. L'anno seguente (2017) Albacete tornò a correre nel Campionato all'Europeo di Camion, gareggiando con un MAN della squadra Tedesca Truck Sport Lutz Bernau. Dopo ben tre vittorie ottenute nei GP in Slovacchia e Spagna, Albacete si classificò quinto assoluto nel campionato.
Nel 2018 si è qualificato terzo nella classifica generale dopo Jochen Hahn e Adam Lacko. Quell'anno ha vinto quattro gare, in Nurburgring, Slovakia Ring, Zolder e a Les Mans. Ha partecipato al campionato a squadre con il suo compagno Luis Recuenco nella Truck Sport Lutz Bernau e sono riusciti a qualificarsi quarti. Risultati speciali quelli ottenuti quell'anno, poiché il camion usato nel 2017 era stato ceduto a Recuenco. Ciò nonostante, alcune settimane prima del primo Gran Premio, il Truck Sport Lutz Bernau è stato in grado di costruire un nuovo camion, utilizzando parti ed elementi di altri camion, motivo per il quale è stato rinominato Frankenstein. Questo è stato il mezzo che Albacete ha utilizzato durante tutto il campionato.
Nel 2019 ha partecipato nuovamente al campionato con la Truck Sport Lutz Bernau, sempre con Luis Recuenco; ha però gareggiato nel campionato a squadre accanto al pilota della SL Trucksport Sascha Lenz, sotto il nome di Löwen Power. Ha corso con lo stesso camion del 2018, apportando solamente piccoli miglioramenti: di fatto, il cambio più sostanziale è stato l'assetto e la messa a punto del sistema di avviso di velocità massima consentita (160 km/h), sistema che l'anno precedente aveva fallito varie volte (si tenga conto del fatto che ogni qualvolta si superi il limite di velocità, il pilota riceve 10 secondi di penalità). Nel primo Gran Premio, quello di Misano, ha ottenuto il terzo posto ed il secondo il sabato, ma la pioggia della domenica ha pregiudicato la resa del pilota, facendolo arrivare soltanto quinto nella terza gara e sesto nella quarta, nella quale ha anche avuto problemi con l'asse posteriore dopo uno scontro con René Reinert. Dopo Hungaroring, è riuscito a qualificarsi secondo nella classifica generale. In Slovakia Ring ha avuto a che fare con problemi tecnici, motivo per cui non ha ottenuto grandi risultati, finendo in quinta posizione. Dopo il GP di Nurburgring, si ritrova di nuovo al quinto posto della generale, dopo tre podi su quattro gare. Nella seconda gara è finito in quarta posizione, ma, avendo ricevuto 5 secondi di penalità, è diventato settimo in classifica. Nella seconda metà della stagione consegue una nuova vittoria, a Zolder, e finisce secondo nella generale con sette punti sopra Lacko.
Dopo la disgregazione della Truck Sport Lutz Bernau, Albacete si unì alla squadra inglese T Sport che, dopo aver ingaggiato numerosi ex membri del Truck Sport Bernau, includendo lo stesso Lutz Bernau, venne rinominata T Sport Bernau. Albacete correrà nell'ETRC con un MAN TGS completamente nuovo, con sponsor del vecchio T Sport ed altri del Truck Sport Bernau. La stagione 2020 è cominciato male, poiché i problemi ai freni ed al dispositivo di limitazione di velocità hanno causato che rimanesse fuori dalla Superpole e che ricevesse una sanzione con un ''drive-through'', finendo undicesimo nella prima gara e condizionando il risultato della seconda, nella quale è riuscito a recuperare ben 3 posizioni.
Fino a luglio 2019 Albacete ha accumulato più di 130 vittorie nell'ETRC. Inoltre, è l'unico pilota proclamato campione europeo di camion in entrambe le competizioni, la Coppa d'Europa di Gare di Camion ed il Campionato d'Europa di Gare di Camion.

### Coppa di Spagna di Gare di Camion
Oltre ad esser stato proclamato campione d'Europa di camion, lo è stato anche di Spagna in 16 occasioni.

### Tata Prima Trucks Championship
Nel 2017 ha partecipato al T1 Prima Truck Racing Championship.

### Campionato Olandese di Gare di Camion
Dato che le competizioni di Zolder e Jarama dell'ETRC 2020 sono state sospese, Albacete ha corso nel circuito belga nel Campionato Olandese di Gare di Camion. Sfortunatamente, la giornata di sabato è stata caratterizzata da incidenti e tamponamenti con altri camion. Nella terza gara ha raggiunto il primo podio con la T Sport Bernau, arrivando terzo classificato, come anche nella quarta gara.

## Risultati

### Risultati nell'European Truck Racing Cup
| Anno | Team                    | Veicolo          | Vittorie | Pos. |
| ---- | ----------------------- | ---------------- | -------- | ---- |
| 1997 | Cepsa Truck Team        | MAN              | 0        | 7°   |
| 1998 | Cepsa Truck Team        | MAN              | 0        | 6°   |
| 1999 | Cepsa Truck Team        | MAN              | 0        | 5°   |
| 2000 | Cepsa Truck Team        | MAN              | 0        | 7°   |
| 2001 | Cepsa Truck Team        | MAN              | 0        | 3°   |
| 2002 | Cepsa Truck Team        | TDR Catterpillar | 0        | 3°   |
| 2003 | Cepsa Truck Team        | Buggyra MK002/B  | 1        | 7°   |
| 2004 | Cepsa Truck Team        | Buggyra MK002/B  | 4        | 7°   |
| 2005 | Cepsa Truck Team        | MAN TGA          | 16       | 1°   |
| 2006 | Cepsa Truck Team        | MAN TGA          | 11       | 1°   |
| 2007 | Cepsa Truck Team        | MAN TGA          | 9        | 2°   |
| 2008 | Cepsa Truck Team        | MAN TGA          | 11       | 3°   |
| 2009 | Cepsa Truck Team        | MAN TGA          | 14       | 2°   |
| 2010 | Cepsa Truck Team        | MAN TGA          | 10       | 1°   |
| 2011 | Cepsa Truck Team        | MAN TGA          | 8        | 2°   |
| 2012 | Cepsa Truck Team        | MAN TGA          | 10       | 2°   |
| 2013 | Cepsa Truck Team        | MAN TGA          | 9        | 2°   |
| 2014 | Cepsa Truck Team        | MAN TGA          | 5        | 3°   |
| 2015 | Cepsa Truck Team        | MAN TGA          | 5        | 5°   |
| 2017 | Truck Sport Lutz Bernau | MAN              | 3        | 5°   |
| 2018 | Truck Sport Lutz Bernau | MAN              | 4        | 3°   |
| 2019 | Truck Sport Lutz Bernau | MAN              | 2        | 2°   |
| 2020 | T Sport Bernau          | MAN              | 0        | 6°   |
| 2021 | T Sport Bernau          | MAN              | 0        | 6°   |
| 2022 | T Sport Bernau          | MAN              | 1        | 5°   |
| 2023 | T Sport Bernau          | MAN              | 2        | 4°   |
| 2024 | T Sport Bernau          | MAN              | 3        | 4°   |

### Risultati nell'International Formula 3000
| Anno | Squadra        | Telaio        | Motore   | Pneumatici | 1   | 2   | 3   | 4   | 5   | 6   | 7   | 8   | 9   | 10  | 11       | Posto | punti |
| ---- | -------------- | ------------- | -------- | ---------- | --- | --- | --- | --- | --- | --- | --- | --- | --- | --- | -------- | ----- | ----- |
| 1987 | GA Motorsports | Lola T87 / 50 | Cosworth | Avon       | SIL | VAL | SPA | PAU | DON | PER | BRH | BIR | IMO | BUG | VASO DNQ | NC    | 0     |

## Principali traguardi sportivi
Camion
- Campione Europeo FIA nel 2005, 2006 e 2010.
- Campione Europeo FIA a squadre nel 2011, 2013 e 2014.
- 130 vittorie internazionali nell'Europeo di Camion
- 16 volte Campione di Spagna di Gare di Camion
- 6 volte campione Europeo FIA

Autovetture
- Campione di Spagna Classe II con Toyota Corolla nel 1991
- Pilota Ufficiale Opel, BMW e Fiat
- Terzo classificato CET nel 1995 con BMW 320is
- Campione di Spagna con BMW M3 nel 1993
- Campione di Spagna Classe II con Fiat Tipo nel 1992

Formule
- Campione di Spagna F. Ford nel 1986 e 1987
- Campione di Spagna F. Renault nel 1991
- Campione Mondiale F. Ford nel 1983 (accanto a C. Sainz)
- Campione Iberico Formula Festa nel 1982

Karting
- Secondo classificato nei campionati di Spagna nel 1980

Altri
- Medaglia del Reale Ordine del Merito Sportivo
- Insegna d'Oro della Federazione Spagnola
- Vincitore della Categoria GTC delle 32 Ore Maxiendurance alla guida di una Chrysler Viper.